# سرجان
سرجان هي قرية في مقاطعة سردشت، إيران. يقدر عدد سكانها بـ 21 نسمة بحسب إحصاء 2016.